# Расовый антисемитизм

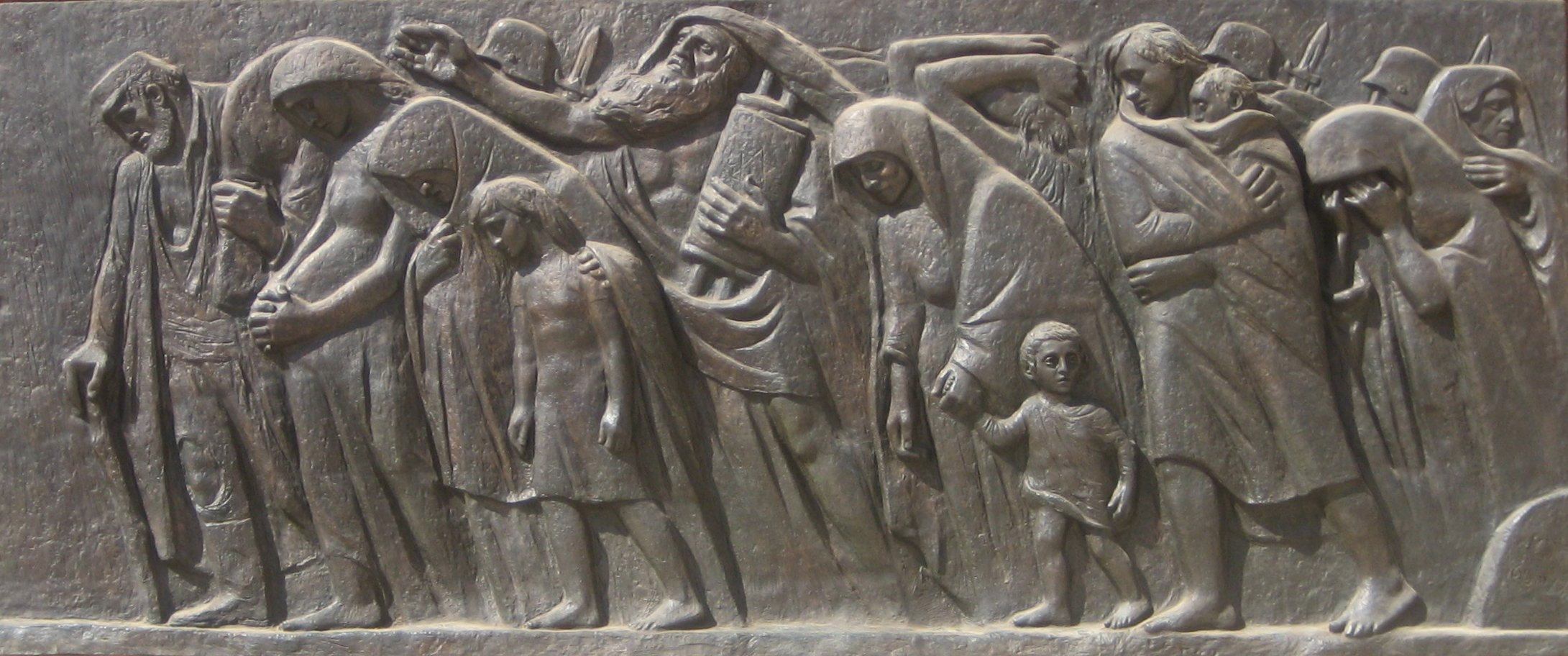
Натан Рапопорт, Последний марш, бронза. Яд ва-Шем, Иерусалим

Ра́совый антисемити́зм — псевдонаучная теория, которая рассматривает евреев в качестве «семитской расы», прирождённых носителей неких биологически «ущербных» признаков. Является проекцией биологической теории эволюции Чарльза Дарвина на понимание истории как борьбы «арийской расы» против евреев, в которой «выживает сильнейший».
Расовый антисемитизм не только не признаёт за ассимилированными евреями права на существование, но и считает их наиболее «опасными», так как они вносят «порчу» в здоровое тело нации и пытаются тайно захватить власть над ней.
Возник в XIX веке в среде немецких и австрийских пангерманистов. Расовый антисемитизм можно назвать «классическим»: именно с ним связано возникновение самого термина «антисемитизм», и именно его результатом стало крупнейшее проявление антисемитизма — Холокост. Так называемые «расовые признаки», якобы неизменно присущие евреям, стали теоретической основой для уничтожения нацистами европейского еврейства. Расовый антисемитизм имел и имеет место и во многих других странах, включая Францию, США и СССР, однако за пределами Германии он не смог привлечь такую часть населения, чтобы его сторонники могли претендовать на власть.

## Происхождение
Лишь внешним сходством с расизмом обладал действовавший с середины XVI века в Испании и некоторое время в середине XVIII века в Португалии принцип limpieza de sangre, который обозначал «чистоту крови», однако применялся с целью даже для отдалённых потомков принявших христианство евреев (новые христиане) закрыть доступ к церковным должностям, дававшими власть над христианами «безупречного» происхождения.
В XIX веке идеи расизма получили существенное развитие и условия для массового внедрения в европейском обществе. Теоретическую основу для этих взглядов составили расовые теории Ганса Гюнтера, Жозефа Гобино, Людвига Вольтмана и других.
В то же время антиеврейские традиции в Европе, основанные на христианской юдофобии, стали общекультурным явлением. При этом многие антисемиты порвали с христианством, а многие евреи ассимилировались. Таким образом, у юдофобов возникла идеологическая потребность в светской теории, обосновывающей ненависть к евреям. Идея разрыва антисемитизма с традиционным христианством была обозначена у философа Артура Шопенгауэра.
Поскольку в ранний период, с XVIII века, расизм имел в основном биологическое обоснование, точек соприкосновения с антисемитизмом он не имел, принадлежность евреев к «белой», европейской расе не подвергалась сомнению. Антиеврейская направленность расизма проявилась после его лингвистической легитимации. Лингвистика в середине XIX века стала самостоятельной наукой в результате открытия индоевропейской языковой семьи описания некоторых особенностей других языковых семей. За пониманием родства индоевропейских языков следовало предположение об их происхождении от одного праязыка, а также не обоснованное представление об общем происхождении народов, являющихся носителями этих языков, а также принадлежности этих народов к единой расе, которая получила название «арийской». Ненаучная идея о языке как важнейшей расовой характеристике и главном духовном достоянии народа, привела к положению, что евреи, язык которых принадлежит к другой, семитской языковой семье, стали восприниматься как принадлежащие к иной, чуждой европейским народам расе, восточной по происхождению и получившей название «семитской».
Получивший существенную научную легитимацию расизм почти до самого конца XIX века был направлен, особенно среди «белых» США, против людей «чёрной» и «жёлтой» рас. Причиной перехода европейского расизма к преимущественно антиеврейскому расизму стала давняя и укоренённая в мировосприятии всех слоев европейского населения традиция антисемитизма. Расизм заменил устаревшее христианско-теологическое оправдание антисемитизма его «научной обоснованностью». В отличие от представителей других рас, о которых большая часть европейцев знала только понаслышке, евреи, которые к тому же обычно сильно отличались от других европейцев внешне — своими одеждой, языком, религией, культурой и др., проживали рядом. Решающая роль в возникновении расового антисемитизма и становлении его в качестве реальной, вначале идеологической, а затем политической силы, принадлежит слиянию расизма с шовинизмом.
В результате этого слияния расизмом было утеряно многое из его научного обоснования, поскольку найти научные аргументы для смешения расы и этноса не удалось, однако значительно выиграл в идеологическом плане. Шовинизм придал расовому антиподу хорошо знакомый чувственно конкретный облик, в результате чего расизм стал массовой идеологией, которая способна воодушевлять толпу. Шовинизм, который в Европе нередко включал антисемитский компонент, благодаря соединению с расизмом получил значительную психологическую убедительность, в том числе с отсылкой к авторитету учёных и мыслителей, которые были его основателями и сторонниками. Наивысшего в Европе конца XIX века развития шовинистические настроения получили В Германии. Они существенно повлияли на деятельность большей части политических партий и движений, по причине чего эта страна стала местом возникновения теории и практики расового антисемитизма.

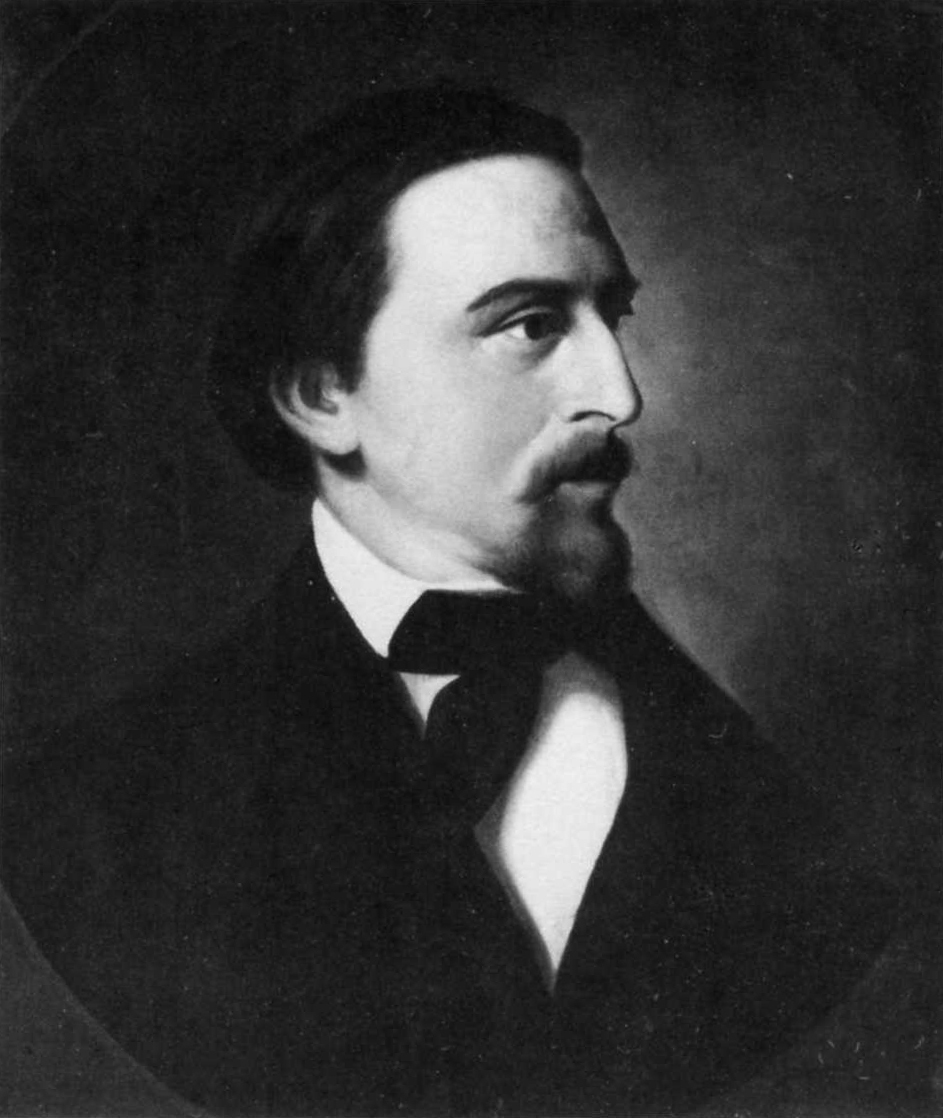
Вильгельм Марр

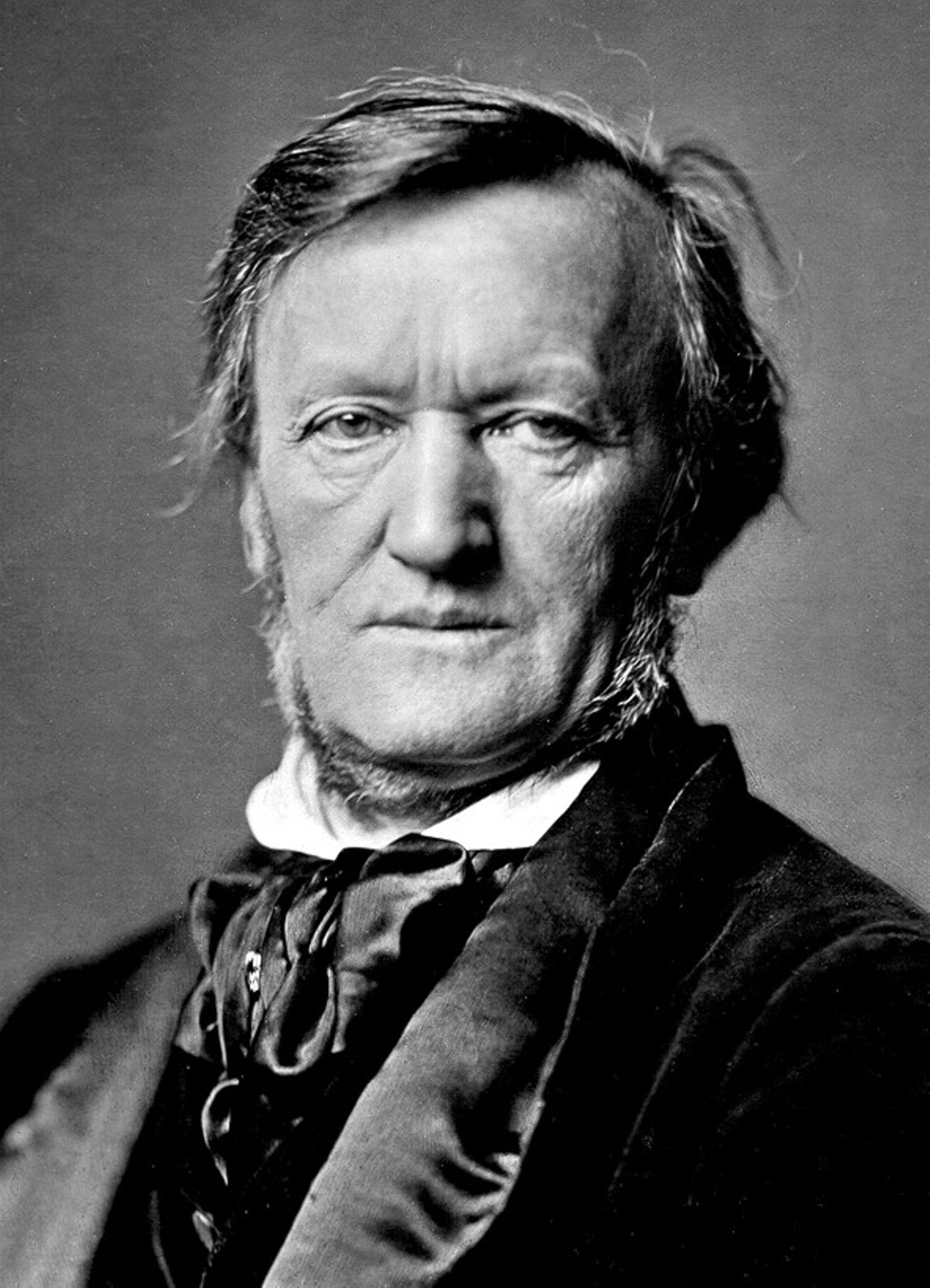
Рихард Вагнер

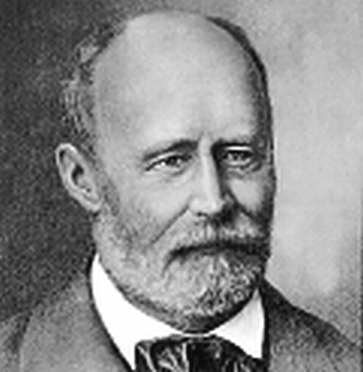
Пауль де Лагард

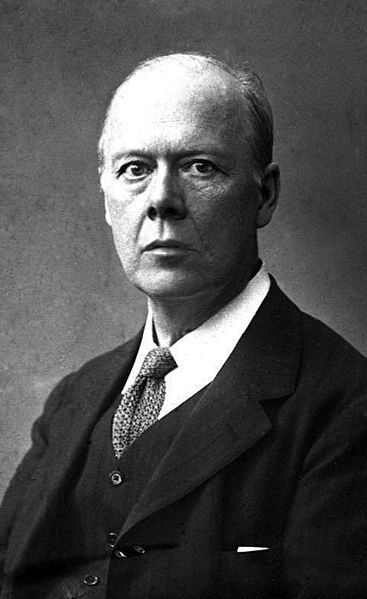
Хьюстон Чемберлен

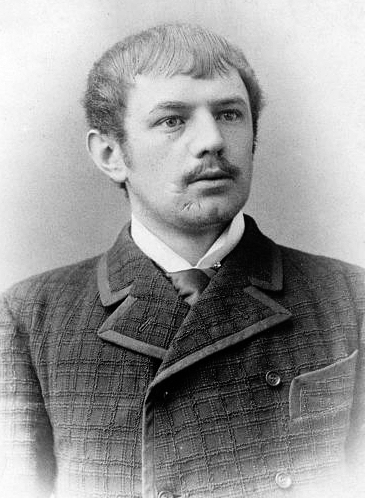
Дитрих Эккарт

Расизм в Германии и Австрии был тесно связан с пангерманистскими идеями создания общего государства для всех немецкоязычных жителей Европы. Он трактовался как биологическая борьба двух мировоззрений, носителями которых были две расы — «арийская» и «семитская». Дополнительной основой служили также идеи видных представителей течения «культурпессимизма» Пауля Лагарда и Юлиуса Лангбена.
Считается, что слово «антисемитизм» ввёл в оборот немецкий публицист Вильгельм Марр в 1879 году, который назвал группу своих приверженцев «антисемитской лигой». Немецкий историк Михаэль Владика пишет, что впервые термин появился в энциклопедии «Rotteck-Welckeschen Staatslexikon» в 1865 году и впоследствии был ошибочно приписан Марру. Термин объясняется расистскими представлениями о биологической несовместимости европейцев, фигурировавших у первых идеологов расового антисемитизма как «германская» или «арийская раса», и евреев как представителей «семитской расы». Эту тему обсуждали многие немецкие интеллектуалы, в частности Эдуард фон Гартман.
К концу XIX века в Германии и Австрии сформировался ряд антисемитских школ — национально-государственная (Генрих фон Трейчке), социально-христианская (Адольф Штёккер) и расовая (Евгений Дюринг и Георг фон Шёнерер). Антисемитизм Штёккера был промежуточным между старым и новым вариантами. Как церковный деятель Штёккер не мог признавать материалистические идеи расистов, но ссылался на «культурно-исторические аспекты» еврейской проблемы.
Фактический синтез антисемитских школ с главенствующей позицией расизма осуществили Пауль де Лагард и Хьюстон Стюарт Чемберлен. Уильям Ширер в книге «Взлёт и падение Третьего рейха» подчёркивал влияние Чемберлена на идеологию нацистов и лично на Розенберга и Гитлера. Будущий наставник Гитлера Дитрих Эккарт опираясь на философские воззрения Артура Шопенгауэра и сочинения Чемберлена сформулировал концепцию, согласно которой немцам необходимо противостоять доминированию евреев в мире.
Одновременно с формированием расового антисемитизма в Европе и США активно развивалась так называемая евгеника — учение о селекции человеческой породы с предотвращением рождения нежелательных элементов общества. Соединение расового антисемитизма с евгеникой стало основой нацистской расовой политики.
Одной из первых формулировок теории расового антисемитизма считается эссе Рихарда Вагнера «Еврейство в музыке» (нем. Das Judenthum in der Musik). Вагнер писал:

Вся европейская цивилизация и её искусство остались чуждыми для евреев, они не принимали никакого участия в их образовании и развитии… Евреи отличаются полной неспособностью к художественному выражению своего существа… Их единственный промысел — ростовщичество… Еврей лишён истинной страсти, той именно, которая побудила бы его сама по себе к художественному творчеству… Для еврея сделаться вместе с нами человеком, значит, прежде всего, перестать быть евреем…
В письме своей второй жене Вагнер писал, что «даже одной микроскопической капли крови уже достаточно, чтобы человек никогда не смыл с себя позор быть евреем, и он должен быть уничтожен». Идеи Вагнера оказали существенное влияние на немецких национал-социалистов и лично Адольфа Гитлера.
Существенное влияние на развитие расового антисемитизма оказали также труды французского публициста Эдуарда Дрюмона. Его книга «Еврейская Франция» (1886) была широко растиражирована и переведена на многие языки, включая и русский.
Наиболее крупной фигурой предвоенного немецкого антисемитизма и немецкой антисемитской политики периода между 1900 и 1914 годами был издатель и журналист Теодор Фрич. Он был интеллектуалом, связующим два поколения германских антисемитов — от Германской империи до прихода к власти Адольфа Гитлера. Фрич публиковал фёлькише, социал-дарвинистский и первый антисемитский журнал «Молот» (нем. Hammer). Издатель имевшего популярность у нацистов антисемитского «Справочника по еврейскому вопросу» (нем. Handbuch der Judenfrage). В 1912 году в рамках движения фёлькише основал антисемитские «Имперский союз молота» (нем. Reichshammerbund), организацию, объединившую все группы «Молот», и её сестринскую подпольную организацию «Германский орден» (нем. Germanenorden) для ведущих членов общества, которые хотели работать тайно, тогда как Reichshammerbund был открытым. Мюнхенская ложа Germanenorden Walvater была официально открыта 18 августа 1918 года и получила название «Общество Туле», которое, в свою очередь стало причиной появления национал-социалистической партии.
Фрич считал евреев расово чуждыми. Он акцентировал внимание на «арийском характере» и связи этого характера с немецкими традициями, понимаемыми в неоязыческом контексте. Фрич стремился к изменению интеллектуальной, экономической, политической жизни нации таким образом, чтобы исключить из неё евреев. Эти идеи Фрича были отражены в более «научных» расовых исследованиях конца 1890-х годов.
В России одним из пропагандистов расового антисемитизма был Василий Шульгин. Ряд признаков расового антисемитизма прослеживается в статьях Василия Розанова и письмах Павла Флоренского. Американский историк Майкл Келлог пишет о влиянии крайне правых русских националистов-эмигрантов на развитие нацистской идеологии, в том числе отмечает масштабные заимствования из белоэмигрантской литературы.

## Расовый антисемитизм в политике

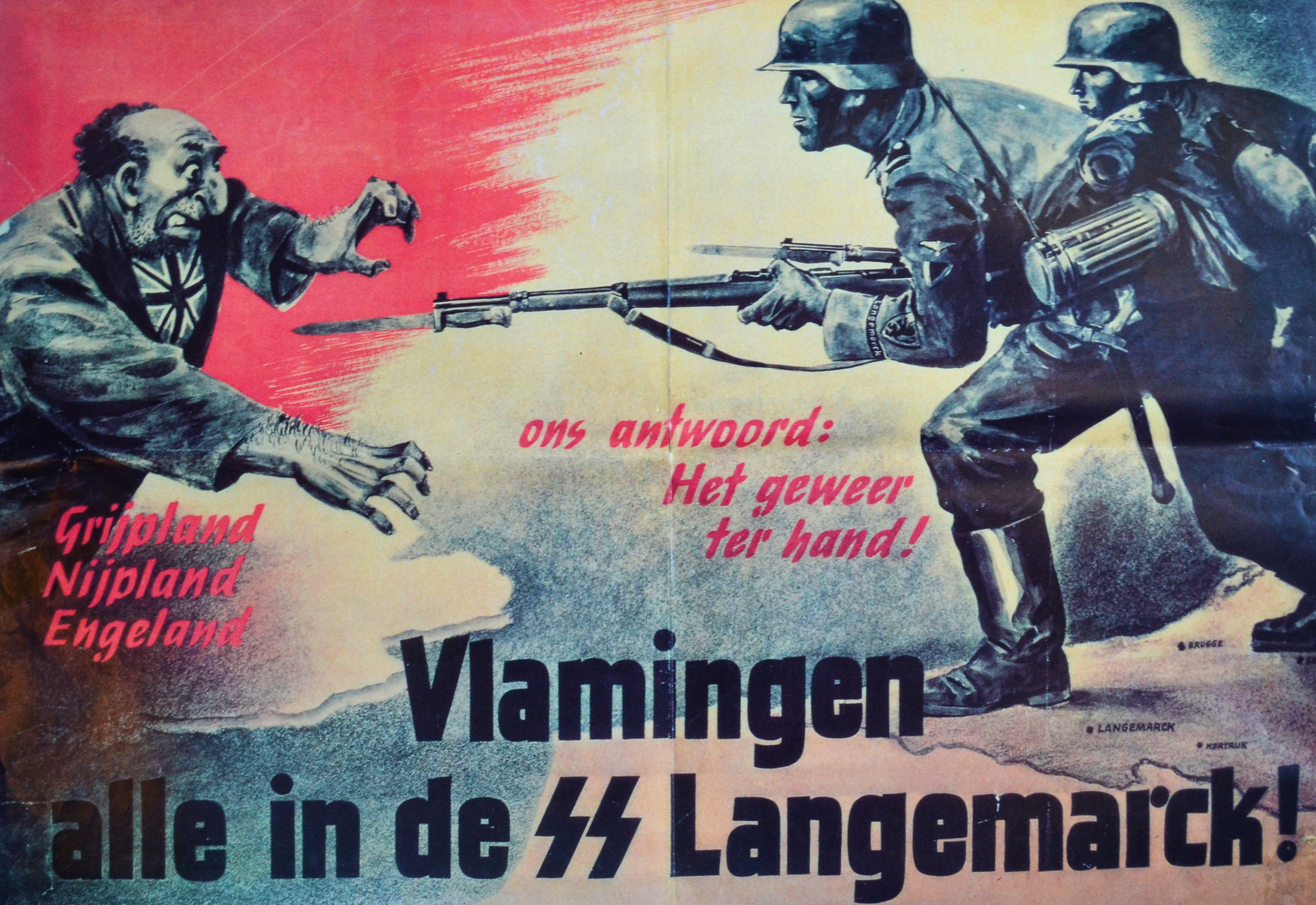
Вербовочный плакат 27-й добровольческой дивизии СС «Лангемарк»: «Фламандцы, все в СС Лангемарк!». Великобритания изображена как управляемая евреями, а война с ней — как «расовая борьба» «арийской расы» с «семитской» (евреями)

В конце XIX века антисемитская идеология впервые в истории стала основой для создания политических партий. Первым такую партию создал 1878 году Адольф Штекер. Вместе с союзниками он добился существенного успеха в 1893 году, получив 15 мест в рейхстаге. В 1895 году австрийский антисемит Карл Люгер получил большинство мест в муниципалитете Вены и был назначен мэром австрийской столицы.
В начале XX века расовый антисемитизм стал питательной средой и идеологической базой немецкого национал-социализма. Нацистские идеологи отвергали принципы равенства и общечеловеческих ценностей, провозглашенные в эпоху Просвещения. В основе национал-социализма лежали идеи расы — объединения людей «одной крови». Первый немецкий учебник по генетике Эрвина Баура, Ойгена Фишера и Фрица Ленца, содержал тезис, что существуют «худшие» (inferior) люди с низким уровнем умственного развития, которые размножаются намного быстрее «лучших», или «высших» (superior) представителей человечества.
В немецкий народ включались представители следующих рас, считавшихся «арийцами»: нордическая, фальская, динарская, альпийская, восточно-балтийская, средиземноморская.

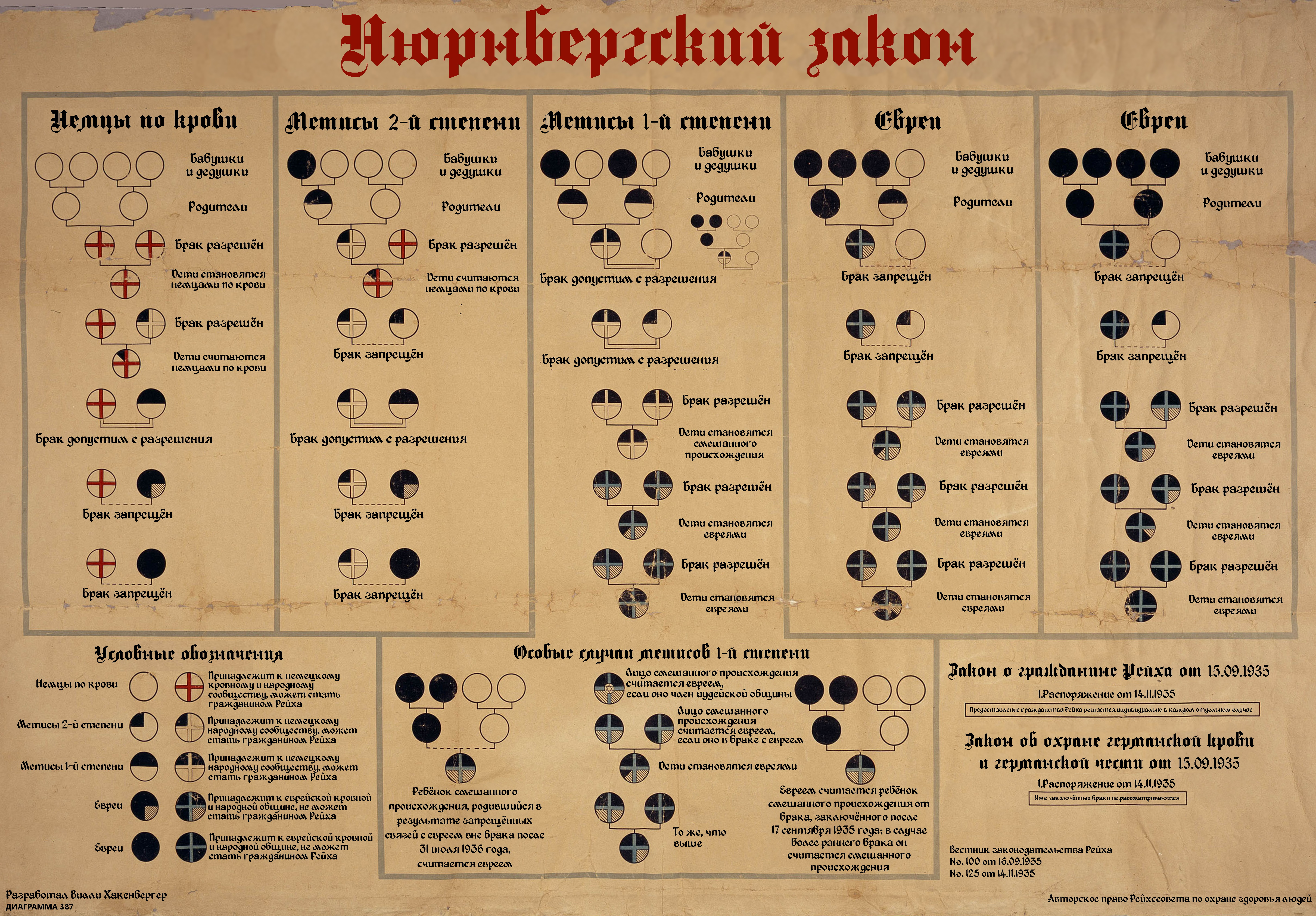
Схема определения евреев согласно Нюрнбергским расовым законам. Перевод

Расовый антисемитизм занимал важное место в нацистской пропаганде. В нацистской Германии он был возведён в ранг закона. В разъяснениях министерства внутренних дел от 1 сентября 1933 года указывалось, что решающей при определении «неарийца» является не религия, а раса и кровь. Раньше еврей мог перестать считаться евреем, приняв христианство. Нацизм же утверждал, что еврейство имеет расовую природу, не зависимую от вероисповедания.
Аналогичные расовые законы были приняты в Италии, Венгрии, Румынии, Болгарии, а также некоторыми марионеточными правительствами оккупированных во время Второй мировой войны Третьим рейхом стран, например Норвегии, и режимом Виши.
Школьникам Германии внушали, что евреи — враги Германии. Вот одна из математических задач того времени: «Евреи являются врагами Германии. В 1933 году население Третьего рейха составляло 66 060 000 жителей, из которых 499 682 были евреями. Сколько процентов населения были нашими врагами?»
Евреи лишались гражданства, политических прав, им запрещалось, в частности, владеть недвижимым имуществом, посещать общественные места и заключать браки с представителями «арийских» рас.
Нацисты рассматривали евреев скорее в метафизическом ключе как «антирасу», способную уничтожать расу как «основу человеческого существования». Даже после «окончательного решения еврейского вопроса» мысли о евреях продолжали занимать Гитлера. В феврале 1945 года он говорил Борману, что с генетической точки зрения расы евреев не существует, однако есть «духовная раса». Ранее еврейским детям было запрещено посещать школы из-за их якобы опасного незримого влияния на душу немецких детей.
Своеобразная форма расового антисемитизма, которая в начале 1950-х годов также едва не привела к геноциду, существовала в Советском Союзе, выражаясь в проводившейся на протяжении десятилетий политике дискриминации евреев. Почти только евреи, а часто и лица, рассматриваемые как наполовину евреи были ограничены при приеме в высшие учебные заведения, не допускались в определённые сферы деятельности, на определённые должностные уровни и др. Эта ограничение проводилось исключительно по «биологическому» признаку — на основании происхождения от родителей-евреев.
Всеобщее отрицательное отношение к расизму, вызванное в первую очередь его связью с Холокостом, не всегда распространяется на расовый антисемитизм, в условиях Холодной войны существенно активизировавшийся уже под видом антисионизма. О значимости этого явления свидетельствует тот факт, что значительное большинство членов ООН в 1975 году поддержало резолюцию, которая осудила сионизм в качестве формы расизма и расовой дискриминации.
В современном мире расовый антисемитизм остаётся идеологией неонацистов и близких к ним крайне правых политических партий, таких как «Йоббик» в Венгрии и «Золотой рассвет» в Греции. В. А. Шнирельман отмечает, что агрессивный расовый антисемитизм является стержнем для идеологии русских национал-демократов и радикалов.

## Расовый антисемитизм и христианство
Русский философ Николай Бердяев, отмечая расовый антисемитизм как идейное течение у многих немецких интеллектуалов, утверждает, что последовательный расовый антисемитизм не только чужд христианству, но и враждебен ему и, доведённый до конца, превращает его сторонника в антихристианина. Причина этого очевидна: Богородица, апостолы и пророки, некоторые мученики да и вообще первые христиане — евреи, и «раса, которая была колыбелью нашей религии, не может быть объявлена низшей и враждебной расой».
Патриарх Сербский Павел говорил о расовом антисемитизме как о явлении, «совершенно чуждом христианству и Православию».
Тем не менее историк и политолог Вальтер Лакер пишет, что переход от религиозного антисемитизма к расовому был достаточно плавным. По мнению Лакера, расовый антисемитизм мог быть воспринят в основном теми, чьё образование веками базировалось на антисемитской религиозной доктрине с акцентом на обвинении евреев в распятии Христа. Стивен Баум отмечает связь между расовым антисемитизмом и средневековым инквизиционным принципом «чистоты крови».
Историк Уриэль Таль в книге «Иудаизм и христианство во Втором рейхе» делил расовый антисемитизм на «христианский» и «антихристианский». По мнению Таля, христианство было основой антисемитизма даже для отошедших от религии немцев. Таль писал, что «возникло определённое наследственное развитие христианской антисемитской традиции, а, с другой стороны, в нём существовало некое сопротивление самому христианству, которое само опиралось на еврейские источники».
Современный расизм, сам по себе не имеющий религиозной основы, тем не менее, в своём базовом мировоззрении находился под влиянием христианского мотива богоубийства. Светские расисты не обвиняли евреев в распятии Сына Божьего, но были уверены, что евреи хотели уничтожить «арийского человека». В нацистской Германии «немецкие христиане» в рамках своих расистских представлений рассматривали Иисуса как «арийца». Холокост проводился в преимущественно христианской стране, и «Майн Кампф» Адольфа Гитлера, оправдывая идею выселения евреев, апеллировал к христианским темам.